# Saussurea schanginiana
Saussurea schanginiana là một loài thực vật có hoa trong họ Cúc. Loài này được (Wydler) Fisch. ex Herder miêu tả khoa học đầu tiên năm 1868.